# Angelo Chizzoni
Angelo Chizzoni (Trapani, 22 dicembre 1931 – Trapani, 1º novembre 2016) è stato un generale italiano dei Carabinieri e vicedirettore del Sisde.

## Biografia
Ufficiale di carriera dell'Esercito Italiano, transita nell'Arma dei Carabinieri.
Stretto collaboratore del presidente della Repubblica Francesco Cossiga, che gli affidò la sicurezza del Quirinale.
Entrato nell'intelligence, fa una lunga carriera nei servizi, arrivando a essere nominato, da generale di divisione, nel settembre 1991 Vice direttore tecnico del Servizio per le informazioni e la sicurezza democratica.
Promosso generale di corpo d'armata nel 1992, resta al Sisde fino al suo allontanamento nel 1994, nell'ambito della vicenda dei fondi neri.
Consulente dell'ENAV, nel marzo 2007 diviene presidente di Airgest, la società che gestisce l'aeroporto civile di Trapani Birgi, sostituito il 26 luglio dello stesso anno da Salvatore Ombra.
Muore a Trapani nel 2016 
Il suo nome viene fatto nel corso del processo per l'omicidio di Mauro Rostagno, in quanto la compagna, Leonie Heuer, avrebbe rivelato nel 1988 al giornalista alcune informazioni riservate su un traffico d'armi tra Italia e Somalia, La Heuer ha però smentito di aver conosciuto Rostagno.